# Territornis
Territornis — рід горобцеподібних птахів родини медолюбових (Meliphagidae). Представники цього роду мешкають в Австралії та на Тиморі. Раніше їх відносили до роду Медолюб (Meliphaga), однак за результатами молекулярно-генетичного дослідження, опублікованого в 2019 році, вони були віднесені до відновленого роду Territornis.

## Види
Виділяють три види:
- Медолюб білобородий (Territornis albilineata)
- Медолюб кімберлійський (Territornis fordiana)
- Медолюб тиморський (Territornis reticulata)